# Анини
Анини (англ. Anini, хинди अनिनी) — город в индийском штате Аруначал-Прадеш. Административный центр округа Верхняя долина Дибанг.

## География и климат
Анини расположен на небольшом плато между двумя притоками Брахмапутры — ручьями Дри и рекой Матхун, к югу от заповедника Дибанг. Является самым северными центром округа в северо-восточной Индии. Высота города над уровнем моря изменяется от 1698 до 2438 м. Согласно официальному сайту округа, средняя высота города составляет 1968 м над уровнем моря. Анини расположен в довольно сейсмоопасном районе. Во время землетрясения 1950 года сильно пострадали, как Нижняя, так и Верхняя долина Дибанг; тогда погибли около 70 % жителей этого района. 2 июня 2005 года в Верхней долине Дибанг отмечалось землетрясение с магнитудой 5.7; данное землетрясение не повлекло за собой жертв, однако Анини был отрезан оползнем от остального мира.
Климат города зависит от высоты. Для небольших высот характерен влажный субтропический климат, выше он сменяется на более умеренный. Большое влияние на климат оказывают муссоны, около 80 % осадков выпадает в период с мая по октябрь. Зимой обычны снегопады, которые могут быть довольно сильными.

## Население
По данным переписи 2001 года население города составляет 2264 человека, из них 1331 мужчина и 933 женщины. Население представлено преимущественно народом мишми. Наиболее распространённый язык — диалект миду языка иду-мишми. Диалект миду является самым северным диалектом иду-мишми и распространён только в Анини.

## Инфраструктура
Несмотря на удалённое местоположение, в городе имеется основная инфраструктура. Здесь есть государственная больница, окружная библиотека, полицейский участок, жильё для приезжих и 2 школы. Ближайший аэропорт находится в городе Тезу (около 200 км по дороге), хотя до Анини проще добраться из аэропорта Дибругарха. Имеется вертолётное сообщение с другими городами Аруначал-Прадеш и аэропортом Дибругарха.

## Галерея

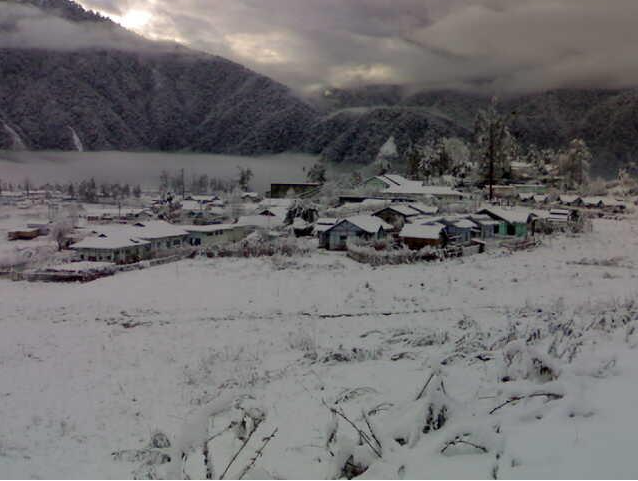
Анини зимой
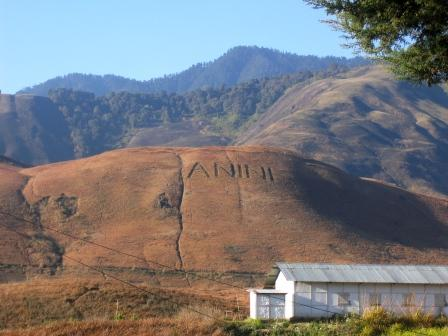
Название города, вырезанное на холме
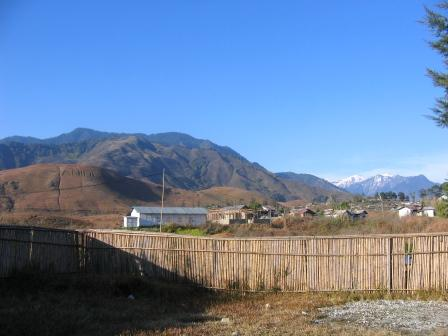
Вид на Анини